# Cultripalpa lunulifera
Cultripalpa lunulifera là một loài bướm đêm trong họ Noctuidae.